# Oessaare
Koordinaten: 58° 20′ N, 22° 52′ O
Oessaare ist ein Dorf (estnisch küla) auf der größten estnischen Insel Saaremaa. Es gehört zur Landgemeinde Saaremaa (bis 2017: Landgemeinde Valjala) im Kreis Saare.
Das Dorf hat 15 Einwohner (Stand 31. Dezember 2011). Der Ortskern liegt nordöstlich der gleichnamigen Ostsee-Bucht (Oessaare laht), in die der Fluss Lõve (Lõve jõgi) mündet.